# Temporada do Sport Lisboa e Benfica de 2011–12
A temporada 2011/2012 do Sport Lisboa e Benfica começou a 27 de Julho de 2011 com a primeira mão da 3º pré-eliminatória da Liga dos Campeões frente ao Trabzonspor.
Nesta temporada, o Benfica sagrou-se tetra-campeão da Taça da Liga, reforçando o seu estatuto como clube com mais edições desta competição conquistadas até à data (4). No campeonato, ficou-se pelo 2º lugar após perder uma vantagem de 5 pontos e a liderança para o FC Porto, conseguindo a terceira qualificação consecutiva para a Liga dos Campeões. Na Taça de Portugal, ficou pelos oitavos-de-final, sendo eliminado pelo Marítimo ao perder por 2-1 no Estádio dos Barreiros. Na Liga dos Campeões, conseguiu igualar o feito alcançado na época de 2005/06 ao chegar aos quartos-de-final da competição, sendo eliminado pelo Chelsea numa eliminatória onde as arbitragens foram muito contestadas pelos "encarnados".
Em termos individuais, o avançado benfiquista Óscar Cardozo conseguiu consagrar-se melhor marcador do Campeonato Português com 20 golos, vencendo a Bola de Prata pela segunda vez. Foi o primeiro jogador benfiquista a vencer o troféu por duas vezes desde Eusébio.

## Equipamento
- 1º - Camisola vermelha, calção branco e meias vermelhas;
- 2º - Camisola dourada, calção preto e meias douradas.

| Equipamento casa | Equipamento fora |  |

## Equipamento dos guarda-redes
- Camisa branca, calção e meias brancas.
- Camisa preta, calção preta e meias pretas.
- Camisa amarela, calção e meias amarelas.

| Cores do Time · Cores do Time · Cores do Time · Cores do Time · Cores do Time | Cores do Time · Cores do Time · Cores do Time · Cores do Time · Cores do Time | Cores do Time · Cores do Time · Cores do Time · Cores do Time · Cores do Time |  |

## Equipamento de treino
- Camisa vermelha, calção e meias pretas.
- Camisa preta, calção preto e meias vermelhas.
- Camisa preta, calção vermelho e meias pretas.

| Cores do Time · Cores do Time · Cores do Time · Cores do Time · Cores do Time | Cores do Time · Cores do Time · Cores do Time · Cores do Time · Cores do Time | Cores do Time · Cores do Time · Cores do Time · Cores do Time · Cores do Time |  |

## Transferências

### Mercado de Verão
| Entradas - Artur Moraes — Sporting de Braga - Nemanja Matić — Chelsea - Bruno César — Corinthians - Enzo Pérez — Estudiantes - Ezequiel Garay — Real Madrid - Nolito — Barcelona - Mika — União de Leiria - Axel Witsel — Standard Liège - Eduardo — Génova(E) - Emerson — Lille - Joan Capdevila — Villarreal | Saídas - Fábio Coentrão — Real Madrid - Nuno Gomes — Sporting de Braga - Luís Filipe — Olhanense - Roderick — Servette(E) - Eduardo Salvio — Atlético Madrid - José Moreira — Swansea City - Weldon — CFR Cluj - César Peixoto - Roberto — Real Zaragoza - Júlio César — Granada CF(E) - Carlos Martins — Granada CF(E) - Hassan Yebda — Granada CF - Freddy Adu — Philadelphia - Franco Jara — Granada CF(E) |  |

### Mercado de Inverno
| Entradas - Yannick Djaló | Saídas - César Peixoto - Rúben Amorim — Sporting de Braga(E) |  |

## Plantel
Atualizado em 3 de Fevereiro de 2012. 

## Equipa técnica
| Nome             | Posição                       | Proveniente de:                  |
| ---------------- | ----------------------------- | -------------------------------- |
| Jorge Jesus      | Treinador principal           | Sporting de Braga                |
| Hugo Oliveira    | Treinador de Guarda-Redes     | Selecção Portuguesa (Sub 19)     |
| Miguel Quaresma  | Treinador-Adjunto (defesas)   | Sporting de Braga                |
| Raul José        | Treinador-Adjunto (avançados) | Sporting de Braga                |
| Minervino Pietra | Treinador-Adjunto             | Benfica (gabinete de prospecção) |
| Mário Monteiro   | Preparador-Fisico             | Sporting de Braga                |

## Classificações

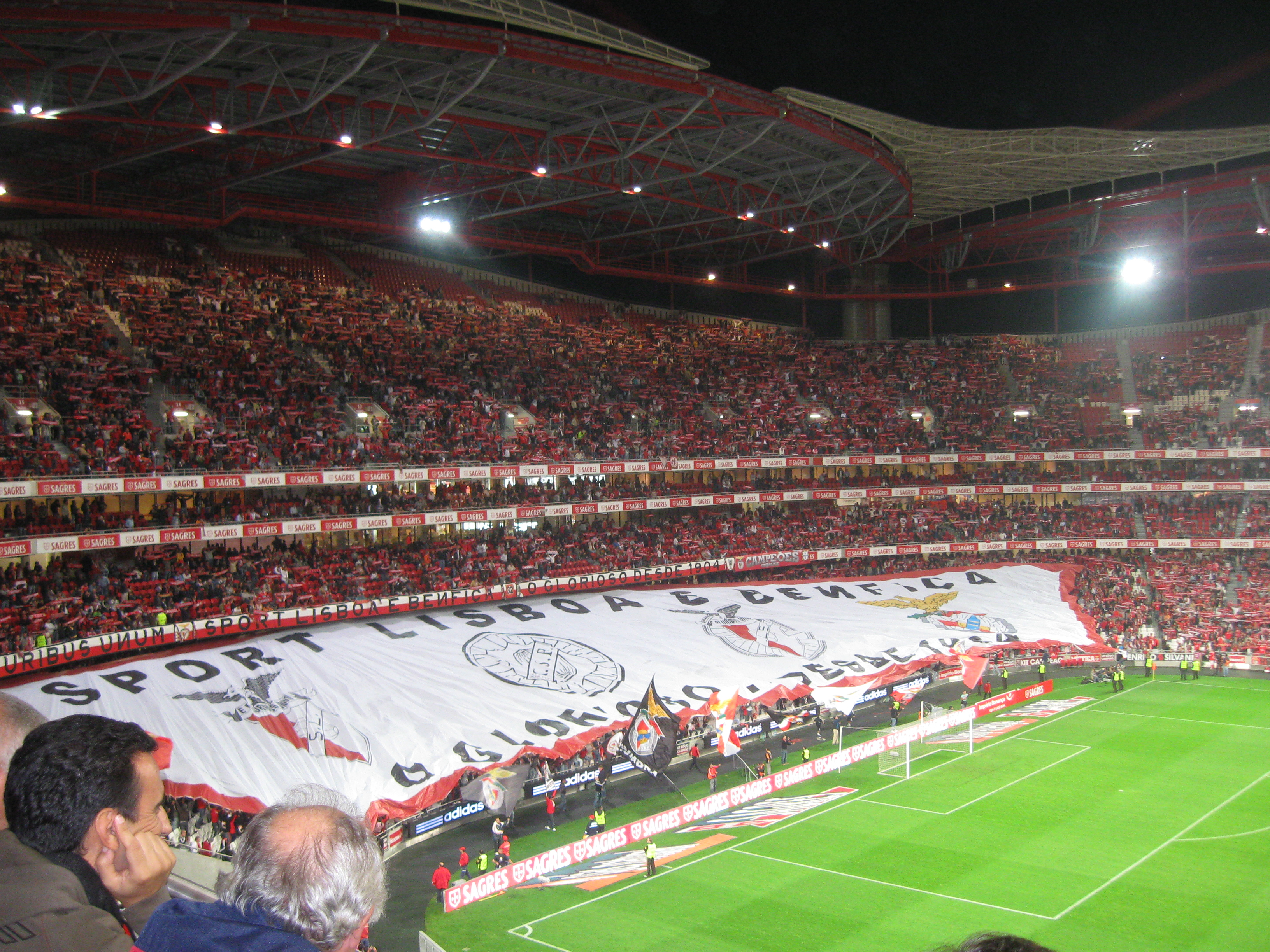
Adeptos do Benfica num jogo da Liga Zon Sagres

### Resultados por jornadas
| Jornada    | 1  | 2  | 3  | 4  | 5  | 6  | 7  | 8  | 9  | 10 | 11 | 12 | 13 | 14 | 15 | 16 | 17 | 18 | 19 | 20 | 21 | 22 | 23 | 24 | 25 | 26 | 27 | 28 | 29 | 30 |
| ---------- | -- | -- | -- | -- | -- | -- | -- | -- | -- | -- | -- | -- | -- | -- | -- | -- | -- | -- | -- | -- | -- | -- | -- | -- | -- | -- | -- | -- | -- | -- |
| Jogo (C/F) | F  | C  | F  | C  | C  | F  | C  | F  | C  | F  | C  | F  | C  | F  | C  | C  | F  | C  | F  | F  | C  | F  | C  | F  | C  | F  | C  | F  | C  | F  |
| Resultado  | E  | V  | V  | V  | V  | E  | V  | V  | V  | E  | V  | V  | V  | V  | V  | V  | V  | V  | D  | E  | D  | V  | V  | E  | V  | D  | V  | E  | V  | V  |
| Pontos     | 1  | 4  | 7  | 10 | 13 | 14 | 17 | 20 | 23 | 24 | 27 | 30 | 33 | 36 | 39 | 42 | 45 | 48 | 48 | 49 | 49 | 52 | 55 | 56 | 59 | 59 | 62 | 63 | 66 | 69 |
| Lugar      | 4º | 3º | 2º | 2º | 2º | 2º | 2º | 2º | 2º | 2º | 2º | 2º | 2º | 1º | 1º | 1º | 1º | 1º | 1º | 2º | 2º | 2º | 2º | 3º | 2º | 2º | 2º | 2º | 2º | 2º |

## Jogos da temporada

### Liga Zon Sagres
| 12 de Agosto de 2011 | Gil Vicente                   | 2 - 2     | Benfica                 | Estádio Cidade de Barcelos, Barcelos |
| 20:45                | Hugo Vieira 37' · Laionel 74' | Relatório | Nolito 8' · Saviola 20' | Público: 12,008                      |

| 20 de Agosto de 2011 | Benfica                                      | 3 - 1     | Feirense    | Estádio da Luz, Lisboa |
| 19:45                | Nolito 14' · Cardozo 75' · Bruno César 90+1' | Relatório | Rabiola 53' | Público: 35,856        |

| 29 de Agosto de 2011 | Nacional da Madeira | 0 - 2     | Benfica                         | Estádio da Madeira, Funchal |
| 20:45                |                     | Relatório | Cardozo 22' · Bruno César 90+3' | Público: 3,257              |

| 10 de Setembro de 2011 | Benfica                       | 2 - 1     | Vitória de Guimarães | Estádio da Luz, Lisboa |
| 18:30                  | Cardozo 34' (pen) 45+1' (pen) | Relatório | Édgar Silva 63'      | Público: 38,917        |

| 18 de Setembro de 2011 | Benfica                                        | 4 - 1     | Académica de Coimbra | Estádio da Luz, Lisboa |
| 20:15                  | Bruno César 26' · Nolito 41' 90+1' · Aimar 82' | Relatório | Danilo 40'           | Público: 32,191        |

| 23 de Setembro de 2011 | Porto                     | 2 - 2     | Benfica                  | Estádio do Dragão, Porto |
| 20:15                  | Kléber 37' · Otamendi 50' | Relatório | Cardozo 47' · Gaitán 82' | Público: 49,511          |

| 1 de Outubro de 2011 | Benfica                                   | 4 - 1     | Paços de Ferreira | Estádio da Luz, Lisboa |
| 20:30                | Saviola 21' 43' · Luisão 65' · Nolito 66' | Relatório | Michel 51' (pen)  | Público: 33,467        |

| 22 de Outubro de 2011 | Beira-Mar | 0 - 1     | Benfica     | Estádio Municipal de Aveiro, Aveiro |
| 20:15                 |           | Relatório | Cardozo 41' | Público: 17,845                     |

| 29 de Outubro de 2011 | Benfica        | 2 - 1     | Olhanense          | Estádio da Luz, Lisboa |
| 20:30                 | Rodrigo 1' 13' | Relatório | Wilson Eduardo 47' | Público: 35,319        |

| 6 de Novembro de 2011 | Braga             | 1 - 1     | Benfica     | Estádio AXA, Braga |
| 18:00                 | Lima 45+33' (pen) | Relatório | Rodrigo 72' | Público: 18,688    |

| 26 de Novembro de 2011 | Benfica         | 1 - 0     | Sporting | Estádio da Luz, Lisboa |
| 20:15                  | Javi Garcia 42' | Relatório |          | Público: 63,146        |

| 11 de Dezembro de 2011 | Marítimo | 0 - 1     | Benfica     | Estádio dos Barreiros, Funchal |
| 20:15                  |          | Relatório | Cardozo 84' | Público: 4,403                 |

| 16 de Dezembro de 2011 | Benfica                                                               | 5 - 1     | Rio Ave     | Estádio da Luz, Lisboa |
| 20:15                  | Cardozo 34' (pen) · Nolito 36' · Saviola 45' · Garay 47' · Nolito 71' | Relatório | C. Atsu 24' | Público: 33,996        |

| 8 de Janeiro de 2012 | União de Leiria | 0 - 4     | Benfica                                        | Estádio da Marinha Grande, Marinha Grande |
| 18:15                |                 | Relatório | Bruno César 9' · Cardozo 47' · Rodrigo 72' 75' | Público: 8,378                            |

| 14 de Janeiro de 2012 | Benfica                                  | 4 - 1     | Vitória de Setúbal | Estádio da Luz, Lisboa |
| 18:30                 | Nolito 25' · Cardozo 34' 45' · Matic 73' | Relatório | Neca 7'            | Público: 56,155        |

| 22 de Janeiro de 2012 | Benfica                               | 3 - 1     | Gil Vicente      | Estádio da Luz, Lisboa |
| 20:15                 | Cardozo 26' · Rodrigo 72' · Aimar 74' | Relatório | Rodrigo Galo 39' | Público: 45,214        |

| 28 de Janeiro de 2012 | Feirense   | 1 - 2     | Benfica                        | Estádio Marcolino de Castro, Santa Maria da Feira |
| 20:30                 | Varela 50' | Relatório | Varela 54' · Cardozo 73' (pen) | Público: 3,622                                    |

| 11 de Fevereiro de 2012 | Benfica                                  | 4 - 1     | Nacional da Madeira | Estádio da Luz, Lisboa |
| 20:30                   | Garay 8' · Cardozo 20' · Rodrigo 37' 60' | Relatório | Claudemir 28' (pen) | Público: 53,238        |

| 20 de Fevereiro de 2012 | Vitória de Guimarães | 1 - 0     | Benfica | Estádio D. Afonso Henriques, Guimarães |
| 20:15                   | Toscano 37'          | Relatório |         | Público: 19,052                        |

| 25 de Fevereiro de 2012 | Académica de Coimbra | 0 - 0     | Benfica | Estádio Cidade de Coimbra, Coimbra |
| 20:15                   |                      | Relatório |         | Público: 14,011                    |

| 2 de Março de 2012 | Benfica         | 2 - 3     | Porto                                      | Estádio da Luz, Lisboa |
| 20:15              | Cardozo 41' 48' | Relatório | Hulk 7' · James Rodriguez 64' · Maicon 87' | Público: 58,222        |

| 11 de Março de 2012 | Paços de Ferreira | 1 - 2     | Benfica                      | Estádio da Mata Real, Paços de Ferreira |
| 18:15               | Michel 28'        | Relatório | Gaitán 63' · Bruno César 68' | Público: 4,528                          |

| 16 de Março de 2012 | Benfica                      | 3 - 1     | Beira-Mar    | Estádio da Luz, Lisboa |
| 21:15               | Cardozo 25' 48' · Gaitán 43' | Relatório | Cássio 90+1' | Público: 33,986        |

| 23 de Março de 2012 | Olhanense | 0 - 0     | Benfica | Estádio José Arcanjo, Olhão |
| 20:45               |           | Relatório |         | Público: 4,842              |

| 31 de Março de 2012 | Benfica                              | 2 - 1     | Braga        | Estádio da Luz, Lisboa |
| 21:15               | Witsel 74' (pen) · Bruno César 90+2' | Relatório | Elderson 82' | Público: 49,078        |

| 9 de Abril de 2012 | Sporting              | 1 - 0     | Benfica | Estádio José Alvalade, Lisboa |
| 20:15              | Wolfswinkel 18' (pen) | Relatório |         | Público: 47,409               |

| 21 de Abril de 2012 | Benfica                                        | 4 - 1     | Marítimo | Estádio da Luz, Lisboa |
| 17:00               | Nolito 15' 19' · Rodrigo 65' · Bruno César 69' | Relatório | Sami 52' | Público: 40,099        |

| 29 de Abril de 2012 | Rio Ave                  | 2 - 2     | Benfica                        | Estádio dos Arcos, Vila do Conde |
| 19:15               | C. Atsu 8' · Yazalde 50' | Relatório | Nolito 37' · Cardozo 40' (pen) | Público: 3,706                   |

| 5 de Maio de 2012 | Benfica         | 1 - 0     | União de Leiria | Estádio da Luz, Lisboa |
| 20:30             | Bruno César 21' | Relatório |                 | Público: 31,070        |

| 12 de Maio de 2012 | Vitória de Setúbal | 1 - 3     | Benfica                           | Estádio do Bonfim, Setúbal |
| 18:30              | Rafael Lopes 12'   | Relatório | Bruno César 34' 61' · Cardozo 90' | Público: 5,590             |

### Taça de Portugal
| 14 de Outubro de 2011 | Portimonense | 0 - 2     | Benfica                       | Estádio Municipal de Portimão, Portimão |
| 20:15                 |              | Relatório | Bruno César 59' · Rodrigo 72' |                                         |

| 18 de Novembro de 2011 | Naval | 0 - 1     | Benfica     | Estádio José Bento Pessoa, Figueira da Foz |
| 20:15                  |       | Relatório | Rodrigo 82' |                                            |

| 2 de Dezembro de 2011 | Marítimo                     | 2 - 1     | Benfica           | Estádio dos Barreiros, Funchal |
| 20:15                 | Roberto Sousa 60' · Sami 70' | Relatório | Saviola 26' (pen) |                                |

### Taça da Liga

#### Fase de grupos
| 3 de Janeiro de 2012 | Vitória de Guimarães | 1 - 4     | Benfica                                         | Estádio D. Afonso Henriques, Guimarães |
| 20:45                | João Paulo 48'       | Relatório | Axel Witsel 11' · Cardozo 65' 83' · Rodrigo 88' | Público: 7,237                         |

| 18 de Janeiro de 2012 | Benfica                          | 2 - 0     | Santa Clara | Estádio da Luz, Lisboa |
| 20:15                 | Nélson Oliveira 68' · Witsel 76' | Relatório |             | Público: 14,453        |

| 5 de Fevereiro de 2012 | Benfica                               | 3 - 0     | Marítimo | Estádio da Luz, Lisboa |
| 20:30                  | Nélson Oliveira 13' · Rodrigo 72' 80' | Relatório |          | Público: 19,594        |

#### Meia-Final
| 20 de Março de 2012 | Benfica                                    | 3 - 2     | Porto                           | Estádio da Luz, Lisboa |
| 20:45               | Maxi Pereira 4' · Nolito 42' · Cardozo 77' | Relatório | Lucho González 8' · Mangala 17' | Público: 28,553        |

#### Final
| 14 de Abril de 2012 | Benfica                   | 2 - 1     | Gil Vicente | Estádio Cidade de Coimbra, Coimbra |
| 20:45               | Rodrigo 30' · Saviola 82' | Relatório | Zé Luis 78' | Público: 23,457                    |

### Liga dos Campeões

#### 3º Pré-eliminatória
| 27 de julho de 2011 | Benfica                 | 2 – 0     | Trabzonspor | Estádio da Luz, Lisboa                      |
| 20:45               | Nolito 71' · Gaitán 88' | Relatório |             | Público: 37,341 Árbitro: SUI Stephan Studer |

| 3 de agosto de 2011 | Trabzonspor        | 1 – 1     | Benfica    | Atatürk Olympic Stadium, Istanbul8              |
| 20:45               | Paulo Henrique 32' | Relatório | Nolito 19' | Público: 32,060 Árbitro: MKD Aleksandar Stavrev |

Benfica venceu por 3–1 no resultado agregado.

#### Playoff
| 16 de agosto de 2011 | Twente                | 2 – 2     | Benfica                  | De Grolsch Veste, Enschede                            |
| 20:45                | de Jong 6' · Ruiz 80' | Relatório | Cardozo 21' · Nolito 35' | Público: 20,000 Árbitro: ESP Alberto Undiano Mallenco |

| 24 de agosto de 2011 | Benfica                      | 3 – 1     | Twente   | Estádio da Luz, Lisboa                   |
| 20:45                | Witsel 46', 66' · Luisão 59' | Relatório | Ruiz 85' | Público: 48,353 Árbitro: GER Felix Brych |

Benfica venceu por 5–3 no resultado agregado.

#### Fase de grupos
| Equipa            | Pts | J | V | E | D | GM | GS | DG |
| ----------------- | --- | - | - | - | - | -- | -- | -- |
| Benfica           | 12  | 6 | 3 | 3 | 0 | 8  | 4  | +4 |
| Basileia          | 11  | 6 | 3 | 2 | 1 | 11 | 10 | +1 |
| Manchester United | 9   | 6 | 2 | 3 | 1 | 11 | 8  | +3 |
| Oțelul Galați     | 0   | 6 | 0 | 0 | 6 | 3  | 11 | –8 |

| 14 de Setembro de 2011 | Benfica     | 1 – 1     | Manchester United | Estádio da Luz, Lisboa                     |
| 20:45                  | Cardozo 24' | Relatório | Giggs 42'         | Público: 63,822 Árbitro: SLO Damir Skomina |

| 27 de Setembro de 2011 | Oțelul Galați | 0 – 1     | Benfica         | Stadionul Naţional, Bucareste                        |
| 19:45                  |               | Relatório | Bruno César 40' | Público: 6,824 Árbitro: ESP David Fernández Borbalán |

| 18 de Outubro de 2011 | Basileia | 0 – 2     | Benfica                       | St. Jakob-Park, Basileia                   |
| 20:45                 |          | Relatório | Bruno César 20' · Cardozo 75' | Público: 35,831 Árbitro: HUN Viktor Kassai |

| 2 de Novembro de 2011 | Benfica    | 1 – 1     | Basileia   | Estádio da Luz, Lisboa                               |
| 19:45                 | Rodrigo 4' | Relatório | Huggel 64' | Público: 39,270 Árbitro: ESP Carlos Velasco Carballo |

| 22 de Novembro de 2011 | Manchester United           | 2 - 2     | Benfica              | Old Trafford, Manchester                  |
| 19:45                  | Berbatov 30' · Fletcher 59' | Relatório | Jones 3' · Aimar 61' | Público: 74,873 Árbitro: TUR Cüneyt Çakır |

| 7 de Dezembro de 2011 | Benfica    | 1 – 0     | Oțelul Galați | Estádio da Luz, Lisboa                    |
| 19:45                 | Cardozo 7' | Relatório |               | Público: 35,155 Árbitro: GER Manuel Gräfe |

#### Oitavos-de-Final
| 15 de Fevereiro de 2012 | Zenit                        | 3 - 2     | Benfica                        | Estádio Petrovsky, São Petersburgo |
| 17:00                   | Shirokov 27' 88' · Semak 71' | Relatório | Maxi Pereira 20' · Cardozo 87' | Árbitro: SWE Jonas Eriksson        |

| 6 de Março de 2012 | Benfica                                    | 2 – 0     | Zenit | Estádio da Luz, Lisboa                   |
| 19:45              | Maxi Pereira 45+1' · Nélson Oliveira 90+3' | Relatório |       | Público: 48,909 Árbitro: ENG Howard Webb |

Benfica venceu por 4–3 no resultado agregado.

#### Quartos-de-Final
| 27 de Março de 2012 | Benfica | 0 – 1     | Chelsea           | Estádio da Luz, Lisboa                         |
| 19:45               |         | Relatório | Salomon Kalou 75' | Público: 60,830 Árbitro: ITA Paolo Tagliavento |

| 4 de Abril de 2012 | Chelsea                                 | 2 – 1     | Benfica         | Stamford Bridge, Londres                   |
| 19:45              | Lampard 21' (pen) · Raul Meireles 90+2' | Relatório | Javi García 85' | Público: 37,264 Árbitro: SVN Damir Skomina |

Chelsea venceu por 3–1 no resultado agregado.